# Pożar Puszczy Noteckiej

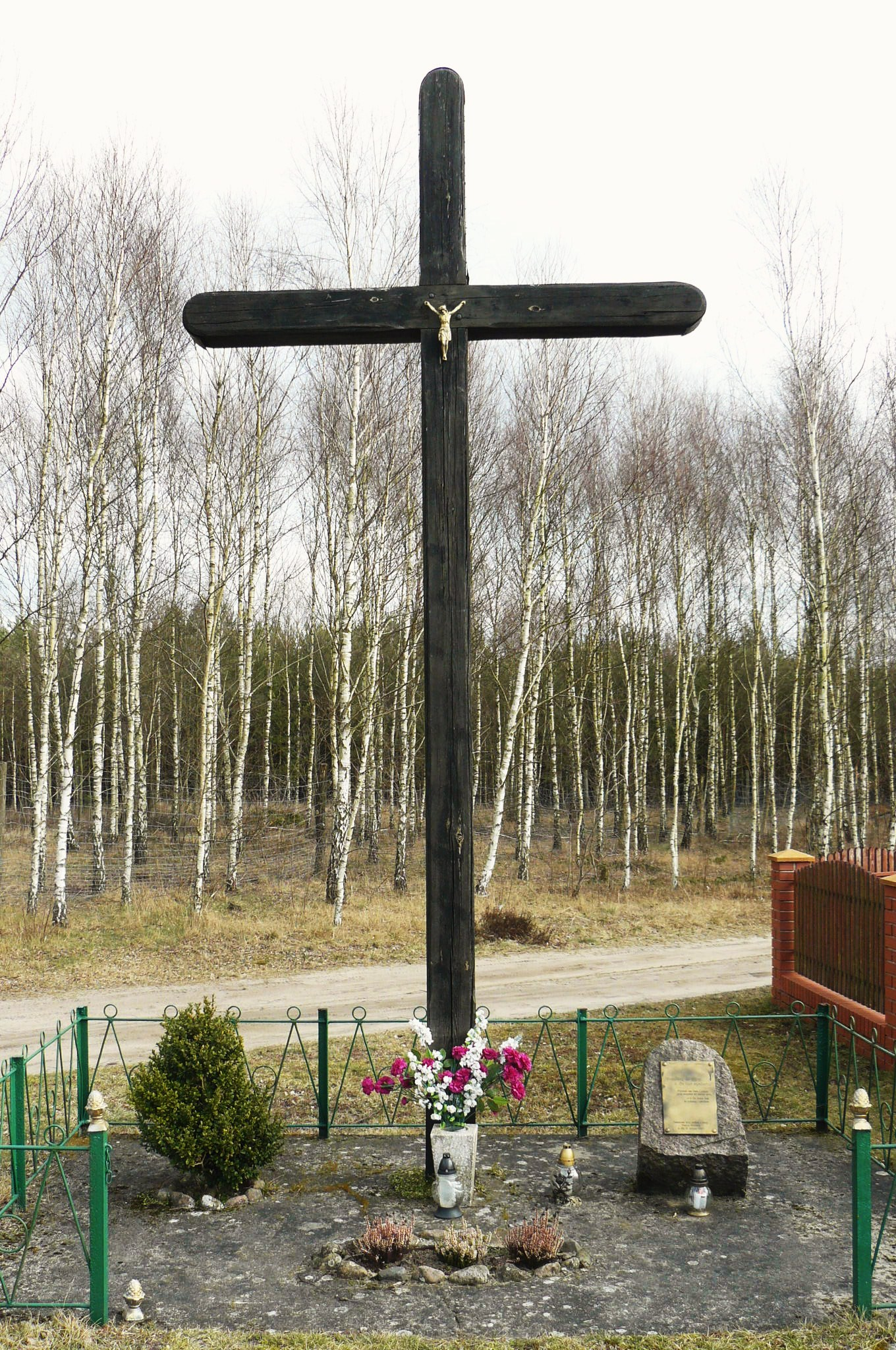
Krzyż w Miałach ocalały z pożaru

Pożar Puszczy Noteckiej – drugi co do wielkości pożar lasu w Polsce po II wojnie światowej (po pożarze w Kuźni Raciborskiej), który miał miejsce w Puszczy Noteckiej 10 i 11 sierpnia 1992. 

## Przyczyna i czas trwania
Las zapalił się o godz. 16:27 10 sierpnia 1992 roku pomiędzy Miałami a Drawskim Młynem od iskier sypiących się z zablokowanych hamulców pociągu relacji Poznań – Krzyż. Mimo natychmiastowo podjętej akcji gaśniczej, ogień szybko się rozprzestrzenił m.in. wskutek niskiej wilgotności ściółki. Pożar trwał do godz. 0:30 następnego dnia i zakończył się dzięki gwałtownej burzy, która w ciągu zaledwie 15 minut ugasiła ogień, ratując tym samym pozostałą część Puszczy Noteckiej. W ciągu dziewięciu godzin spłonęło prawie 6 tys. hektarów lasów, 19 budynków gospodarczych i trzy gospodarstwa. Nie było ofiar w ludziach.

## Usuwanie skutków
Usuwanie skutków pożaru trwało trzy lata. Regionalna Dyrekcja Lasów Państwowych w Pile skierowała do pracy wszystkie swoje nadleśnictwa. Przy wyrębie spalonego lasu pracowało 5 tys. osób, w tym 4 tys. drwali. Na pożarzysku pozyskano 1 mln metrów sześciennych drewna. Na miejscu spalonego lasu posadzono 80 mln sadzonek, znacząco zmieniając przy tym strukturę przyszłego drzewostanu. Przed pożarem sosna stanowiła 99 proc., brzoza – tylko 0,4 proc. składu gatunkowego drzewostanu. W nowym drzewostanie na sosnę przypada zaledwie 74 proc., na brzozy aż 18 proc., a na dęby i modrzewie po 2 proc. Jest to najbardziej zróżnicowany gatunkowo fragment drzewostanu w Puszczy Noteckiej. 
Wzdłuż torowiska utworzono 8-metrowe pasy przeciwpożarowe (pozbawione roślinności), a także biologiczne pasy bezpieczeństwa o szerokości od 50 do 100 metrów, porośnięte wyłącznie gatunkami liściastymi – niepodatnymi na ogień. Pasy drzew liściastych utworzono też na całym areale niedawnego pożarzyska; dzielą go one w ten sposób na wiele kwartałów, stanowiąc naturalne zapory dla ewentualnego pożaru.
Na obszarze odnowionego lasu, nie dalej niż w promieniu 1,5 km od siebie, postawiono cysterny o pojemności 40–60 tys. litrów (każda może zasilić około 20 strażackich wozów bojowych). Pogłębiono również naturalne obniżenia terenu, w których pokazała się woda, tworząc w ten sposób 9 zbiorników wodnych.

## Ekspozycja
W 2004 r. w Izbie Edukacji Przyrodniczo-Leśnej w Potrzebowicach utworzono z inicjatywy miejscowego nadleśnictwa ekspozycję poświęconą pożarowi i likwidacji jego skutków.